# Păsări de pasaj
Păsările de pasaj sunt păsările în trecere printr-o regiune sau o țara în timpul migrației de la locurile de cuibărit la cele de iernare (toamnă) și înapoi (primăvară)
Păsările de pasaj din România trec prin țara noastră, primăvara spre nord pentru a cuibări și toamna spre sud pentru a ierna. Din totalul speciilor cunoscute pe teritoriul României, aproximativ 100 de specii sunt sedentare, 150 migratoare, 40 oaspeți de iarnă și 60 specii de pasaj. Mai apar accidental circa 20 de specii sau cele rătăcite, în puține exemplare. 
Ca specii de pasaj pentru țara noastră, care trec pe la noi primăvara și toamna, cităm:
- Bătăuș (Philomachus pugnax)
- Becațină mare (Gallinago gallinago)
- Becațină mică (Lymnocryptes minimus)
- Cocor mic (Grus virgo)
- Culic cu cioc subțire (Numenius tenuirostris)
- Erete vânăt (Circus cyaneus)
- Fâsă roșiatică (Anthus cervinus)
- Fluierar cu picioare verzi (Tringa nebularia)
- Fluierar de mlaștină (Tringa glareola)
- Fluierar de zăvoi (Tringa ochropus)
- Fluierar negru (Tringa erythropus)
- Fugaci de țărm (Calidris alpina)
- Fugaci mic (Calidris minuta)
- Fugaci pitic (Calidris temminckii)
- Fugaci roșcat (Calidris ferruginea)
- Nisipar (Calidris alba)
- Notatiță cu cioc lat (Phalaropus fulicarius)
- Notatiță (Phalaropus lobatus)
- Pietruș (Arenaria interpres)
- Pitulice de munte (Phylloscopus bonelli)
- Ploier argintiu (Pluvialis squatarola)
- Ploier auriu (Pluvialis apricaria)
- Prundaș de nămol (Limicola falcinellus)
- Prundăraș gulerat mare (Charadrius hiaticula)
- Rață catifelată (Melanitta fusca)
- Rață neagră (Melanitta nigra)
- Spârcaci (Tetrax tetrax)
- Sturzul viilor (Turdus iliacus)
- Șorecar mare (Buteo rufinus)
- Uligan pescar (Pandion haliaetus)